# Valvasone
Valvasone là một đô thị ở tỉnh Pordenone trong vùng Friuli-Venezia Giulia, có cự ly khoảng 80 km về phía tây bắc của Trieste và khoảng 15 km về phía đông của Pordenone. Tại thời điểm ngày 31 tháng 12 năm 2004, đô thị này có dân số 2.095 người và diện tích là 17,9 km².
Đô thị Valvasone có các frazioni (các đơn vị cấp dưới, chủ yếu là các làng) Casamatta, Pozzo dipinto, Ponte Tagliamento, và Torricella.
Valvasone giáp các đô thị: Arzene, Casarsa della Delizia, Codroipo, San Martino al Tagliamento, San Vito al Tagliamento, Sedegliano.